# Duque de Clarence e St Andrews
Duque de Clarence e St Andrews foi um título criado em 1789 no Pariato da Grã-Bretanha para o Príncipe William Henry (mais tarde Rei William IV). Ele também foi criado Conde de Munster no Pariato da Irlanda na mesma época.
Embora tenha havido várias criações de Duques de Clarence (e mais tarde houve um Duque de Clarence e Avondale ), a única criação de um Duque de Clarence e St Andrews foi para o Príncipe William, terceiro filho do Rei George III. Quando William sucedeu seu irmão mais velho, George IV, ao trono em 1830, o ducado foi incorporado à coroa. O título refere-se ao antigo castelo e honra de Clare, Suffolk e à cidade escocesa de St Andrews.